# Petersdorf (Thüringen)
Petersdorf is een plaats en voormalige gemeente in de Duitse deelstaat Thüringen, en maakt deel uit van de gemeente Nordhausen in het district Nordhausen.
Petersdorf was tot 1 december 2007 een zelfstandige gemeente in de Verwaltungsgemeinschaft Hohnstein/Südharz.

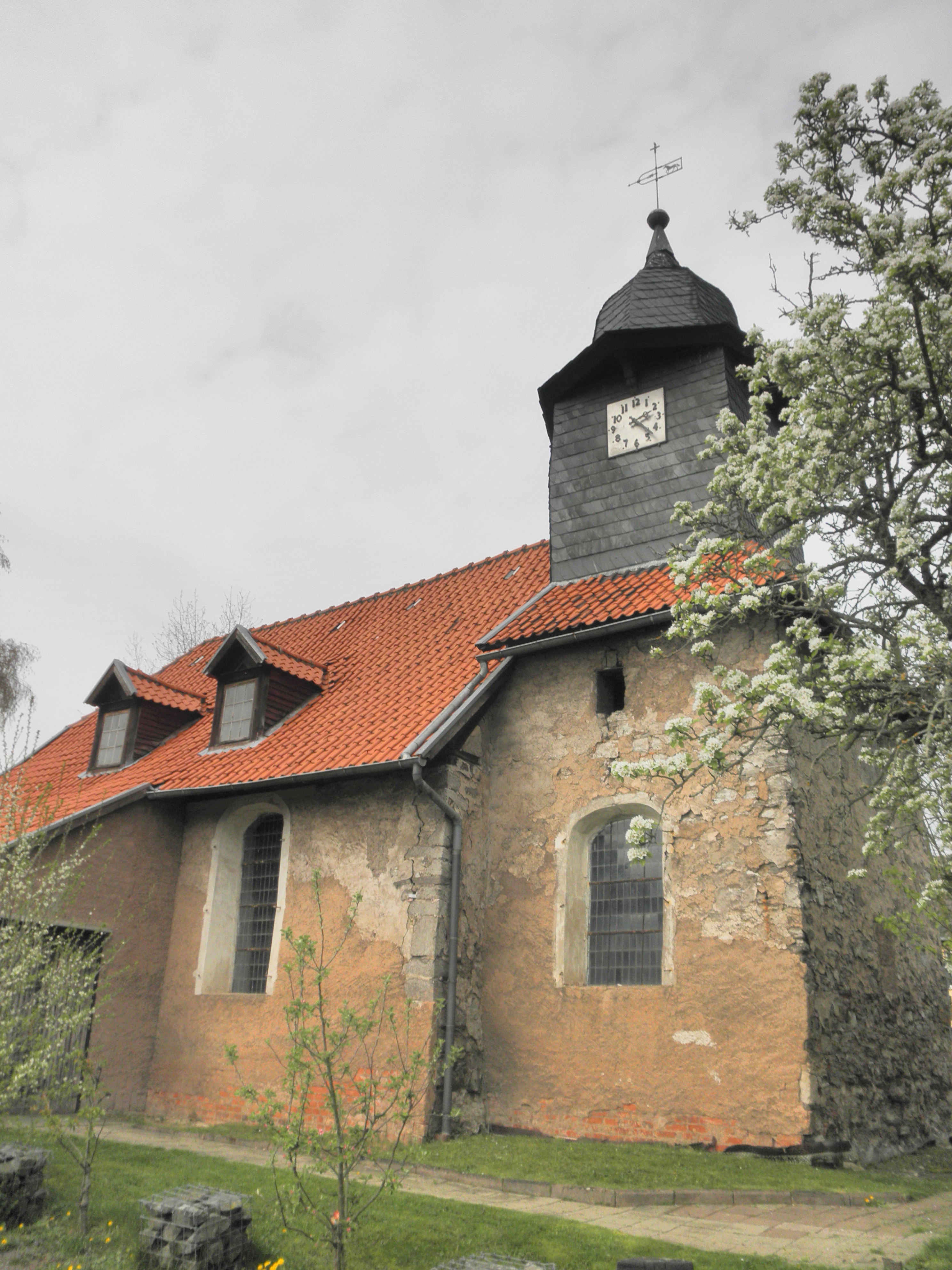
Kerk van Petersdorf

Bielen · Buchholz ·Herreden · Hesserode · Hochstedt · Hörningen · Krimderode · Leimbach · Petersdorf · Rodishain · Rüdigsdorf · Salza · Steigerthal · Steinbrücken · Stempeda · Sundhausen